# Franz Burda

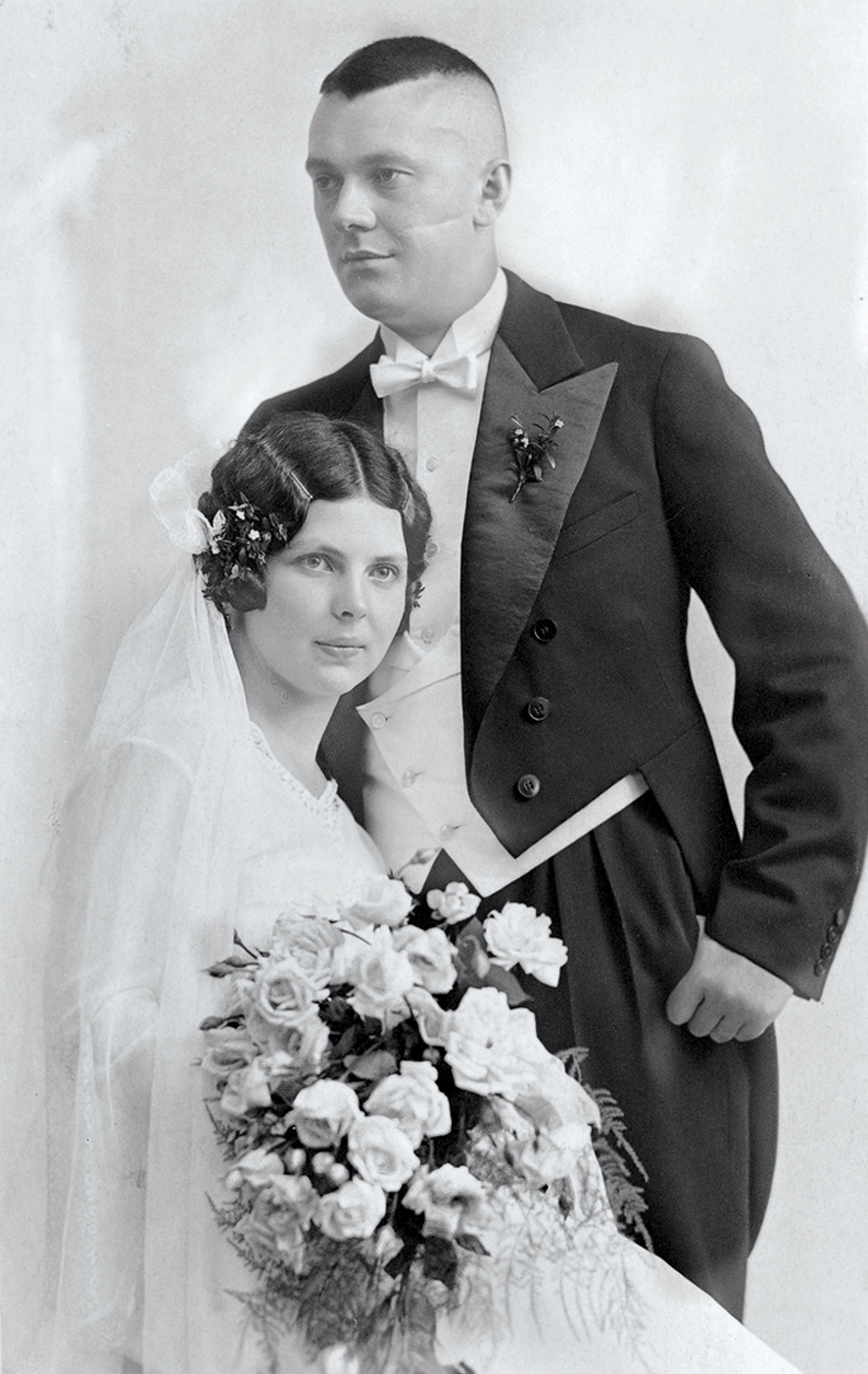
Aenne und Franz Burda II. (1931)

Franz Burda senior (sen., auch „der II.“, * 24. Februar 1903 in Philippsburg; † 30. September 1986 in Offenburg) war ein deutscher Verleger, der Gründer des Burda-Verlags und Nationalsozialist. Er erbte die Druckerei und das Verlagsgeschäft seines Vaters, aus dem sich in den Nachkriegsjahrzehnten der Medienkonzern Hubert Burda Media entwickelte.

## Leben und Werk

### Familie, schulische und universitäre Ausbildung
Franz Burda II. war der erste Sohn von Franz Burda I. (1873–1929), der ab 1903 zunächst in Philippsburg, ab 1908 in Offenburg eine kleine Druckerei betrieben hatte und 1927 in Anlehnung an den Namen der Süddeutschen Rundfunk AG (SÜRAG) die Zeitschrift Die Sürag herausgab, welche sich im Untertitel die grosse Radio-Zeitschrift nannte.
Franz Burda I. hatte 1902 die verwitwete Josefine Pröttel, geborene Mauck geheiratet, welche die Ehefrau des 1901 verstorbenen Otto Pröttel gewesen war; dieser hatte 1898 Franz Burda I. bei der Philippsburger Zeitung angestellt. Nach Pröttels Tod übernahm Franz Burda I. den Betrieb, der allerdings wirtschaftlich nicht aufrechtzuerhalten war. 1908 zog die Familie daher nach Offenburg, wo Franz Burda erneut eine Druckerei eröffnete.
Sein Sohn Franz II. legte im März 1921 an der damaligen Oberrealschule, dem heutigen Schiller-Gymnasium in Offenburg, das Abitur ab. Aus wirtschaftlichen Gründen konnte er zunächst nicht studieren und nahm eine kaufmännische Lehre auf. Nach Studienjahren, die er ab 1923 an der Albert-Ludwigs-Universität Freiburg, in München, Wien und Erlangen verbrachte, legte er 1926 sein Staatsexamen ab und erwarb damit ein Diplom als Volkswirt. Er wurde 1928 an der Universität Erlangen mit einer wirtschaftsgeschichtlichen Arbeit über Die Entwicklung der badischen Produktenbörse promoviert. Das Rigorosum und die Veröffentlichung seiner Arbeit hatten bereits im Vorjahr stattgefunden.

### Beginn der unternehmerischen Tätigkeit, Heirat
Er schlug keine akademische Laufbahn ein, sondern trat 1926, noch vor der Erstellung seiner Dissertation, in die Druckerei seines Vaters ein, der gesundheitliche Probleme hatte und daher das Geschäft nicht alleine weiterführen konnte.
Die Rundfunkzeitschrift Die Sürag florierte: Ihr Umfang wurde bis 1935, als ihre Herstellung auf das damals noch seltene Tiefdruckverfahren umgestellt wurde, von 8 auf 64 Seiten erhöht und sie erreichte Anfang der 1930er Jahre eine Auflage von 60.000, dann über 85.000 Exemplaren. Das Unternehmen beschäftigte zu diesem Zeitpunkt etwa 100 Mitarbeiter. Franz Burda war zu einem „erfolgreichen Kleinunternehmer“ geworden.
1929 starb Franz Burda I.; im gleichen Jahr lernte sein Sohn Anna Magdalena Lemminger kennen, die spätere Aenne Burda. Am 9. Juni 1931 heiratete das Paar. Sie hatten zusammen drei Söhne, Franz (* 24. Mai 1932; † 17. Januar 2017), Frieder (* 29. April 1936; † 14. Juli 2019) und Hubert Burda (* 9. Februar 1940).
Aus der Beziehung mit seiner Sekretärin Elfie Breuer ging die Tochter Renate (* 1941) hervor. 1929 hatte Burda die Gesellenprüfung als Buchdrucker abgelegt, 1930 seine Meisterprüfung. Im gleichen Jahr war er Kandidat der Wirtschaftspartei bei den Offenburger Gemeinderatswahlen.

### Zeit des Nationalsozialismus
Bereits 1933 rühmte sich Burda in der Sürag, keine jüdischen Mitarbeiter oder Anteilseigner zu haben, und betonte die nationalsozialistische Gesinnung der Zeitung. Von 1934 bis 1937 war er Mitglied im Nationalsozialistischen Kraftfahrkorps (NSKK). Nach einer unpolitischen Streitigkeit wurde ihm seine Mitgliedschaft aufgekündigt.
Am 1. Oktober 1938 trat Burda in die Nationalsozialistische Deutsche Arbeiterpartei (NSDAP) ein. 1938 profitierte er von der Arisierung, als er zusammen mit dem Inhaber des Südwestdruck Karlsruhe, Karl Fritz, eine der modernsten und größten Druckereien in Deutschland von den zum Verkauf gezwungenen jüdischen Brüdern Reiss in Mannheim (Gebrüder Bauer oHG) sehr günstig „übernahm“.
Fritz und Burda erwarben das Unternehmen für 800.000 Reichsmark (RM). Franz Burda zog zunächst nach Heidelberg, um dem neuen Mannheimer Betrieb näher zu sein, mehrmals pro Woche tätigte er seine Geschäfte in Offenburg weiter. Im Verlauf der Luftangriffe auf Mannheim wurde der Betrieb nach Lahr-Dinglingen verlegt und Burda wohnte ab 1941 wieder in Offenburg. Die Mannheimer Firmengebäude wurden 1944 durch Luftangriffe der Alliierten vollständig zerstört. Von den drei Brüdern Reiss überlebte nur Berthold Reiss die Zeit des Nationalsozialismus, er wurde 1948, nach der Währungsreform, von Burda mit insgesamt 443.000 D-Mark entschädigt.
Um durch eine Unabkömmlichstellung dem drohenden Wehrdienst zu entgehen, bot Burda nach Beginn des Zweiten Weltkriegs zunächst dem Unternehmen Daimler-Benz die Herstellung von Panzermotorenteilen an. Nachdem dieses Vorhaben gescheitert war, suchte er Kontakt zum Oberkommando der Wehrmacht, bot den Druck von Landkarten an und gründete die Kartographische Anstalt Dr. Franz Burda, die 1951 an den Ernst-Klett-Verlag in Stuttgart ging. Sie produzierte von da ab Karten für Erwin Rommel und Luftbildpläne für die Wehrmacht, so dass Burda aufgrund dieser kriegswichtigen Tätigkeit keinen Wehrdienst ableisten musste.
Ein Angebot, die Leitung aller Druckereien in den besetzten Gebieten der Sowjetunion zu übernehmen, schlug er erst nach dem Protest seiner Frau aus. Auch durch den Druck des „Gaubriefs“ der Deutschen Arbeitsfront Baden nahmen Burdas persönliche Einkünfte, die von 10.200 Reichsmark im Jahr 1933 auf RM 56.000 im Jahr 1938 gestiegen waren, nach einem Rückgang 1939 wieder zu, um im vorletzten Kriegsjahr „erheblich“ zurückzugehen. Zum Kriegsende entging er der Einberufung zum Volkssturm, da er im Auftrag des SS-Mannes Gunter d’Alquen nationalsozialistische Flugblätter druckte, die hinter die französische Grenze gebracht werden sollten.
Der Journalist Peter Köpf bezeichnete Burda, dessen Betrieb während des Nationalsozialismus „prosperierte“, 2002 als „Mittäter“, für den vor allem der geschäftliche Erfolg gezählt habe. Die Badische Zeitung kam 2015 zu einer ähnlichen Einschätzung und stufte ihn unter Berufung auf die Quellen des Offenburger Stadtarchivs als Mitläufer des Nationalsozialismus ein. In der Hauptsache habe er die Interessen seines Betriebes vertreten. Sein Sohn Hubert Burda urteilte: „Mein Vater wäre möglicherweise in den Nationalsozialismus reingetaumelt; aber nicht weil er ein Nazi war, sondern weil er sich als Unternehmer gute Chancen ausgerechnet hat.“
Im Zusammenhang mit der Affäre um den Studienrat Ludwig Zind hatte Burda noch Ende der 1950er Jahre sein „Unverständnis“ darüber geäußert, dass dessen  antisemitische Äußerungen in der Presse behandelt worden waren, und Zind nach dessen Ausschluss aus dem Schuldienst in seinem Unternehmen beschäftigt. (Zind hatte im Gespräch mit dem KZ-Überlebenden jüdischer Abstammung Kurt Lieser unter anderem geäußert, es hätte die Notwendigkeit bestanden, die Juden im „Dritten Reich“ „auszuschalten“, und er, Zind, halte die Vergasung der Juden im „Dritten Reich“ und die Grundkonzeption des Nationalsozialismus für richtig.
Mehrmals bemerkte Zind zudem, dass er es bedauere, dass Lieser nicht vergast worden und den Kamin oder Rauchfang hochgegangen sei)

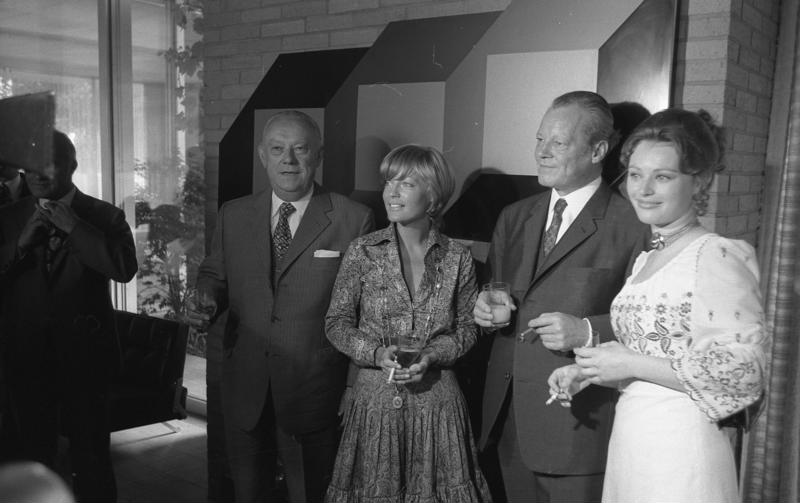
Franz Burda II. (links) mit Romy Schneider, Willy Brandt und Ilona Grübel (1971)

### Nachkriegszeit
Bis zur Gründung der Bundesrepublik Deutschland 1949 lag Offenburg in der französischen Besatzungszone. Im November 1945 wollte der französische Generalmajor Jacques-Fernand Schwartz in seiner Eigenschaft als Militärgouverneur von Baden Burda, den er als „überzeugten Anhänger von Hitler“ einstufte, zunächst „von der Leitung seines Betriebes entheben“.
Bereits im Mai war Burda auf Anordnung von Colonel Sayous, dem er sich widersetzt hatte, für fünf Tage inhaftiert worden.
Allerdings durfte Burda trotz seiner früheren NSDAP-Mitgliedschaft bereits unmittelbar nach Kriegsende, als sein Betrieb zunächst beschlagnahmt worden war, recht schnell wieder unternehmerisch aktiv werden: Für die französische Besatzungsbehörde druckte er zunächst Briefmarken, Schulbücher, Karten, Flugschriften und die Truppenzeitung Revue d’information. Sein Betrieb florierte und war 1946 mit 182 Beschäftigten der zweitgrößte in Offenburg. Gegen den Widerstand vieler französischer Offiziere gelang es ihm 1948, auch wieder als Verleger tätig zu werden, er brachte die Illustrierte Das Ufer (den Vorläufer von Bunte) auf den Markt. Dabei kam ihm zustatten, dass er mit dem Offizier und Germanisten Raymond Schmittlein befreundet war und die Lizenz auf den Namen einer mit diesem vertrauten Strohfrau ausgestellt wurde.
Erst mit dem Ende der Lizenzpflicht 1949 fungierte Franz Burda als Herausgeber, auch die Sürag erschien wieder. Im Jahr nach der Währungsreform von 1948 betrug der Umsatz seines Unternehmens bereits 7,5 Millionen Mark. 1949 gelang es Aenne Burda, den Grundstein zu ihrer Karriere als Verlegerin zu legen; dies mit dem Start der Herausgabe der Zeitschrift Favorit, Vorläuferin von Burda Moden.
Seine politische Einstellung der 1930er Jahre revidierte Franz Burda nie. Noch 1969 machte er sich als Herausgeber eines Bildbands über die Apollo 11-Mission kritiklos mit dem für seine nationalsozialistische Vergangenheit bekannten Raketenforscher Wernher von Braun gemein.
Burda, der sich häufig „der Senator“ nennen ließ (da die Technische Hochschule Karlsruhe ihn 1950 zum Ehrensenator ernannt hatte), galt, auch intern, als Patriarch alten Stils. Ein ehemaliger Betriebsratsvorsitzender, Kurt Henninger, bezeichnete ihn sogar als „lebenden Herrgott“. Burda neigte in seinen späteren Lebensjahren dazu, seine Vergangenheit zu verklären und Anekdoten aus seinem Leben in selbstgefälliger Weise wiederzugeben.
Unabhängig davon war er jedoch eine wichtige Persönlichkeit des Wiederaufbaus nach dem Zweiten Weltkrieg. Gewerkschaften hatten einen schweren Stand in seinem Unternehmen, doch fühlte er sich diesem und seinen Angestellten stets verpflichtet. So richtete er etwa eine betriebliche Krankenversicherung und eine Rentenkasse ein.

### Sonstiges
Burda betätigte sich als Kunstmäzen, stiftete den Burda-Preis für Bildende Kunst und unterstützte mehrere Bergsteiger-Expeditionen finanziell, an denen Reinhold Messner beteiligt war, so die Sigi-Löw-Gedächtnisexpedition zum Nanga Parbat, für die er sich die Exklusivrechte zur Berichterstattung sicherte.

## Auszeichnungen
- 1950: Ehrensenator der TH Karlsruhe[32]
- 1958: Ehrenbürgerschaft der Stadt Philippsburg[33]
- 1963: Ehrenbürgerschaft der Stadt Offenburg[34]
- 1968: Großes Goldenes Ehrenzeichen für Verdienste um die Republik Österreich[35]
- 1972: Ehrenbürgerschaft der Gemeinde Menzenschwand[36]
- 1973: Ehrenbürgerschaft der Gemeinde Schutterwald[37]
- 1973: Großes Verdienstkreuz mit Stern der Bundesrepublik Deutschland[38]
- 1973: Goldener Nürnberger Trichter der Nürnberger Trichter Karnevalsgesellschaft e. V. 1909
- 1978: Großes Verdienstkreuz der Bundesrepublik Deutschland mit Stern und Schulterband
- Goldenes Ehrenzeichen des Landes Salzburg
- 1984: Bayerischer Verdienstorden
- 1985: Verdienstmedaille des Landes Baden-Württemberg